# 佐野信義
佐野 信義（さの のぶよし、1969年1月19日 - ）は、ゲームミュージックの作曲家。佐野 電磁（さの でんじ）、sanodgの名義でも知られる。

## 来歴
1992年よりナムコ（後のバンダイナムコゲームス）のサウンドチームに在籍。主に『リッジレーサー』シリーズや『鉄拳』シリーズなどで音楽を手掛ける。2001年、株式会社キャビアへ移籍、『KORG DS-10』のプロデュースなどを手がける。2010年には光田康典とDETUNEを設立し同社代表取締役を務める。一方1996年に細江慎治、相原隆行、佐々木宏人とともにYMOのパロディバンド『OMY』でメジャーデビュー。彼らの他佐宗綾子、江幡育子をメンバーとするテクノポップユニット『まにきゅあ団』や同人音楽サークルnanosoundsでも音楽活動を行う。近年ではCBCラジオにて2012年から2015年のおよそ3年にわたり放送された佐野電磁をメインパーソナリティとしたレギュラーラジオ番組『電磁マシマシ』やFM西東京での隔週水曜（奇数週）に放送されている『You got チャンネルα』でのラジオパーソナリティ活動、タイトーの音楽ゲーム・『グルーヴコースター』への楽曲提供をきっかけとして結成された株式会社ノイジークロークの加藤浩義とのEDM音楽ユニットSATOでの活動がある。
音楽活動初期の『リッジレーサー』のGripでは、エフェクターがないアーケードゲーム基板の音源で22chの発音数を全て使い切って擬似ディレイを実現した。その後も、1990年代の制約が厳しいゲーム音楽の制作で養った高度な技術力を、様々な音楽制作に続々と投入してきている。緻密な表現が得意である。

## 携わった作品
※作曲が一部のみの作品を含む

### アーケード
- ゾンビキャッスル（1992年）
- ニューマンアスレチックス（1993年）
- エイトライン（1993年）
- ギャラクシアン3 アタック・オブ・ザ・ゾルギア（1993年）
- リッジレーサー（1993年）
- リッジレーサー2（1994年）
- マッハブレイカーズ（1995年）
- レイブレーサー（1995年）
- ダートダッシュ（1995年）
- サイバーサイクルズ（1995年）
- 鉄拳2（1995年）
- ダンクマニア（1995年）
- ゼビウス3D/G（1996年）
- プロップサイクル（1996年）
- 鉄拳3（1996年）
- ガンメンウォーズ（1998年）
- 鉄拳タッグトーナメント（1999年）
- 鉄拳5（2004年）
- 太鼓の達人14（2010年）
- 鉄拳タッグトーナメント2（2011年）
- GROOVE COASTER 2 HEAVENLY FESTIVAL（2015年）

加藤浩義とのEDMユニット『SATO』(「セイトー」と読む)として参加。

### コンシューマ
- ゼビウス3D/G+（1997年：PS）
- 鉄拳3（1998年：PS）
- リッジレーサーV（2000年：PS2）
- 鉄拳タッグトーナメント（2000年：PS2）
- ドラッグオンドラグーン（2003年：PS2）
- 攻殻機動隊 STAND ALONE COMPLEX（ゲーム）（2004年：PS2）
- リッジレーサーズ（2004年：PSP）
- beatmania IIDX 14 GOLD（2008年：PS2）
- KORG DS-10（2008年：DS）
- beatmania IIDX 15 DJTROOPERS（2008年：PS2）
- KORG DS-10 PLUS（2009年：DS）
- beatmania IIDX 16 EMPRESS（2009年：PS2）
- クリミナルガールズ（2010年：PSP)
- KORG M01（2010年：DS)
- KORG M01D（2013年：3DS)
- KORG DSN-12（2014年：3DS)
- ドラゴンクエストXI 過ぎ去りし時を求めて (2017年：PS4,3DS)

### 佐野電磁/sanodg名義
- sanodg works / 2006年2月22日発売

初のオリジナル・アルバム。過去に手掛けたゲーム音楽からのセレクション・アルバム。2015年現在廃盤。
- Brightness / 2010年9月11日発売

オリジナル・アルバム2作目。2015年現在廃盤。
- Gradation / 2012年6月27日発売

オリジナル・アルバム3作目。
- Sanodg's Drawings for 23 minutes at an Exhibition 1-2-3 / 2014年6月4日発売

アンビエント調のオリジナル・アルバム。1トラックに再編集・アナログ録音したCDと、無編集のデジタル音源を収録したDATA-CDの2枚組。
- 佐野電磁アーケードゲーム音楽作品集 / 2014年6月25日

「ニューマンアスレチックス」「マッハブレーカーズ」「ダンクマニア」「ガンメンウォーズ」等の楽曲を収録。

### その他
- 電磁マシマCD / 2013年2月7日発売

自身のラジオ番組「電磁マシマシ」からの企画CD。番組テーマ曲のほか、番組内で制作された楽曲等を収録。
- 電磁マシマCD2 / 2014年6月25日発売

「電磁マシマシ」企画CD第2弾。番組内で制作された楽曲や、ラジオ本編の抜粋等を収録。
- L.E.D. first album「電人K」収録（LASER CLUSTERRRRrrrrrrr -sanodg dub remix-）
- CLUB M01 / compilation with only KORG M01
- KORG M01D Super Users Official Compilation vol.1 / 2013年12月13日
- KORG DSN-12 Super Users Official Compilation vol.1 / 2014年12月17日

上記すべて、当該ソフトウェアのみを用いて制作された楽曲のコンピレーション・アルバム。

### 出演番組
- 電磁マシマシ（CBCラジオ）